# Silent Circle
Silent Circle es un grupo de música euro disco de origen alemán formado por Martin Tychsen, Axel Breitung y CC Behrens. Creado en 1976, el grupo conoció su apogeo a mediados de los '80 con éxitos como Touch In The Night y Moonlight Affair, entre otros, para después disminuir el lanzamiento de discos a finales de la década. Actualmente se presentan mucho en Rusia en la Discoteka 80 donde son aclamados por el público. 

## Discografía

### Álbumes
- No. 1 (1986)
- Back (1994)
- Stories 'bout Love (1998)
- Chapter Euro Dance (2018)
- Chapter 80ies - Unreleased (2018)
- Chapter Italo Dance - Unreleased (2018)

### Sencillos
- Hide Away - Man Is Comin'! (1985)
- Touch In The Night (1985)
- Stop The Rain (1986)
- Love Is Just A Word (1986)
- Time For Love (1986)
- Danger Danger (1987)
- Oh, Don't Lose Your Heart Tonight (1987)
- I Am Your Believer (1989)
- What A Shame (1989)
- 2night (1993)
- Every Move, Every Touch (1994)
- DJ Special Megamix (1994)
- Every Move, Every Touch - Remix (1995)
- Egyptian Eyes (1996)
- One More Night (1998)
- Touch In The Night '98 (1998)
- Night Train (1999)
- I Need A Woman (2000)
- Moonlight Affair 2001 (feat. MMX) (2001)
- 2 Night (2018)
- Every Move Every Touch (2018)